# Galerie de la Cour-d'Honneur
La galerie de la Cour-d'Honneur est une voie du 1er arrondissement de Paris, en France.

## Situation et accès
La galerie de la Cour-d'Honneur est une voie située dans le 1er arrondissement de Paris. Elle débute galerie des Proues et se termine au 29, galerie de Chartres.

## Origine du nom
Elle doit son nom au fait qu'elle longe la cour d'honneur du Palais-Royal.

## Historique
Cette voie privée fait partie du Palais-Royal.